# Colonia Altamira Guadalupe
Colonia Altamira Guadalupe är en ort i Mexiko.   Den ligger i kommunen Huamantla och delstaten Tlaxcala, i den sydöstra delen av landet, 120 km öster om huvudstaden Mexico City. Colonia Altamira Guadalupe ligger 2 890 meter över havet och antalet invånare är 412.
Terrängen runt Colonia Altamira Guadalupe är huvudsakligen kuperad, men åt sydväst är den bergig. Runt Colonia Altamira Guadalupe är det mycket tätbefolkat, med 2 261 invånare per kvadratkilometer. Närmaste större samhälle är Huamantla, 6,9 km nordost om Colonia Altamira Guadalupe. Trakten runt Colonia Altamira Guadalupe består till största delen av jordbruksmark.